# Vesicularia strephomischos
Vesicularia strephomischos là một loài Rêu trong họ Hypnaceae. Loài này được (Welw. & Duby) Broth. miêu tả khoa học đầu tiên năm 1908.